# Metropolia Port Moresby
Metropolia Port Moresby – jedna z czterech metropolii Kościoła katolickiego na Papui-Nowej Gwinei. Obejmuje południe należącej do tego państwa części Nowej Gwinei.

## Diecezje
W skład metropolii Port Moresby wchodzą diecezje:
- archidiecezja Port Moresby
- diecezja Alotau-Sideia
- diecezja Bereina
- diecezja Daru-Kiunga
- diecezja Kerema

## Historia
Metropolię utworzył 15 listopada 1966 papież Paweł VI.

## Metropolici Port Moresby
- abp Virgil Patrick Copas MSC (1966 - 1975)
- abp Herman To Paivu (1975 - 1981)
- abp Peter Kurongku (1981 - 1996)
- abp Brian Barnes OFM (1997 - 2008)
- kard. John Ribat MSC (2008 - nadal) kreowany kardynałem w 2016